# 屯倉神社
屯倉神社（みやけじんじゃ）は、大阪府松原市三宅中にある神社。旧社格は村社。
屯倉神社、柴籬神社、布忍神社、我堂八幡宮、阿保神社（ここまで松原市）、阿麻美許曽神社（大阪府東住吉区）の6社で「開運松原六社参り」を行っている。

## 祭神
- 菅原道真
- 須佐之男命
- 品陀別命

## 歴史
当地には古くから土師氏（後の菅原氏）祖神の天穂日命を祀る穂日の社があったという。神社蔵の『三宅天満宮梅松院縁起』によれば、大宰権帥に左遷され九州へ向かう途中の菅原道真公は祖先由来の当地を通り、穂日の社に無実を訴えたとされる。しかし、大阪府内には当地から大きく外れた地にも道真伝説があり（大阪市東淀川区淡路、服部天神宮など）、真相は明らかではない。
直接現代に連なる由緒としては、朱雀天皇の時代に、釈道賢という人が参詣した際に十一面観世音のお告げがあり、道賢は現地の住民と協力して天慶5年（942年）、河内国丹北郡依羅三宅郷に道真公を祀ったのに始まるとされる。その後、鎮座地は畠山氏の国人衆である三宅氏の居城跡とも言われており、2018年現在まで至る。三宅天満宮と称していたが、明治時代の頃より屯倉神社と称するようになった

## 文化財
本殿に神像として、ほぼ等身大の菅原道真像が安置されている。道真公が大宰府で自らの姿を鏡に映して彫り、縁ある当地に送ったとの伝承があるが、一般に胴体部は近世の作と言われる。
この他にも近衛信尋自画「渡唐天神像」、後陽成天皇御筆とされる「菅原道真画像」、近衛基熙筆「南無天満大自在天神」名号など、天神信仰に因む文化財が多く残されている。

## 境内
- 三宅寺 - 神宮寺。現在は廃寺。

## 境末社
末社に天津神社・日吉神社・大物主神社・素盞嗚神社・天照大神社・琴平神社・市杵島神社がある。

### 酒屋神社
境内社として、酒屋神社がある。祭神は津速魂命。式内社で、元は現在の地名で松原市三宅中六丁目2-2に鎮座していたが、明治40年（1907年）に屯倉神社境内へ移された。

## 現地情報
所在地
- 大阪府松原市三宅中4丁目1番8号

交通アクセス
- 最寄駅：近鉄南大阪線河内松原駅下車後、徒歩約21分（北に1.7km）